# セント・ジョージ (水上機母艦)
セント・ジョージ（USS St.George, AV-16）は、アメリカ海軍のケネス・ホィッティング級水上機母艦。セント・ジョージは1943年8月4日にワシントン州タコマのシアトル・タコマ造船所で起工され、
1944年2月14日にアルフレッド・E・モンゴメリー夫人の後援により進水、1944年7月24日に就航した。

## 第二次世界大戦における太平洋での作戦
セント・ジョージは海上公試後、1944年10月12日にカリフォルニア州サンペドロを出港し、海上で墜落した水上機の救助活動に向かった。同機は沈没したという報告を受けた後、真珠湾へ回航された。
真珠湾に4日間停泊した後、太平洋中部における作戦を支援するため10月22日に出航した。10月29日から11月3日までクェゼリン環礁に停泊し、11月4日から25日までエニウェトク環礁で航空機部隊の整備を行った。その後4ヶ月間継続的に太平洋を航行し、11月28日から12月21日までサイパン、12月24日から1945年2月6日までパラオのコッソル水道、2月7日から25日までウルシー環礁、2月27日から3月23日にかけては再びサイパンにて航空機の哨戒を行い、3月28日に沖縄戦における航空機を支援するため琉球諸島の慶良間諸島に到着した。

## 日本軍機による攻撃
たびたび空襲を受ける中、4月29日には敵機1機を砲火で撃墜した。その1週間後、特攻機の突撃を受けた。このとき甲板にいた航空機の整備士が突入前に日本軍機を発見したため、死者は3名のみであったが、水上機用のクレーンは破壊されてしまった。それでもセント・ジョージは海域に留まり、艀のクレーンを使用して修理のために水上機を持ち上げ、さらに駆逐艦や護衛駆逐艦の修理も支援した。

## 戦後の活動
7月12日に慶良間諸島を出港し、グアムで乾ドックに入り修理を行った。8月21日に沖縄に戻り、9月16日と17日に台風をやり過ごした。9月20日、セント・ジョージは和歌山湾に入り、瀬戸内海の監視と東京、佐世保、沖縄間の輸送任務に従事した。11月14日に佐世保へ向かい、11月16日から1946年2月12日に帰国するまでの間、同地で航空機の整備を行った。

## 退役
1946年3月25日にカリフォルニア州サンディエゴに到着し、1946年8月1日に退役して予備艦として配備された。セント・ジョージは1963年7月1日に海軍船籍から抹消され、カリフォルニア州サスーン湾の海事管理局の予備艦隊に移管された。

## アンドレア・バフィレ (L 9871)

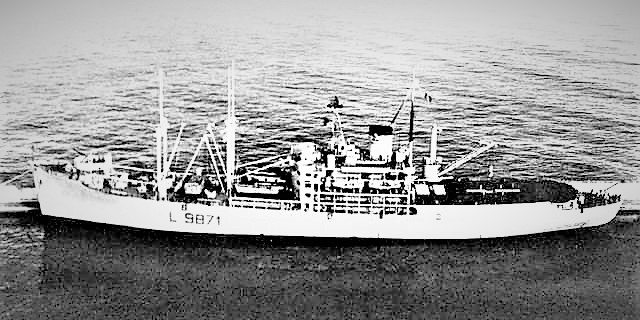
イタリア海軍の艦船「アンドレア・バフィレ」

1968年12月11日、イタリアに売却され、サンマルコ第1連隊の輸送船「アンドレア・バフィレ（L 9871）」として就役した。1981年に退役し、1985年7月31日に戦没したが、1988年5月までターラント工廠のバラックとして使用された。

## 賞
セント・ジョージは第二次世界大戦の戦功により、従軍星章を1つ受章した。